# Stremț (Alba)
Stremț [ˈstremts] (veraltet Stremți oder Stremțiu; deutsch Nußschloss, ungarisch Diód) ist eine rumänische Gemeinde im Kreis Alba in der Region Siebenbürgen.
Der Ort Stremț ist auch unter den ungarischen Bezeichnungen Diódváralja und Felgyógy bekannt.

## Geographische Lage

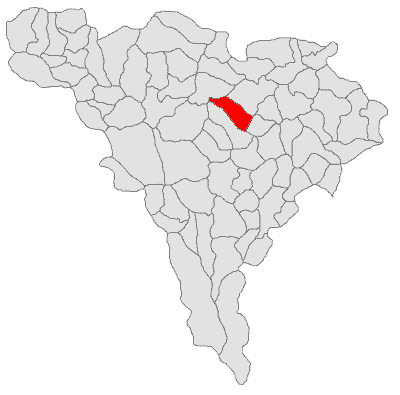
Lage der Gemeinde Stremț im Kreis Alba

Die Gemeinde Stremț liegt mit ihren eingemeindeten Dörfern am östlichen Rand des Trascău-Gebirges im Westen Siebenbürgens. Im nördlichen Teil des Kreises Alba, am Unterlauf des Geoagiu (oder Stremț) – einem rechten Zufluss des Mureș (Mieresch) – und an der Kreisstraße (Drum județean) DJ 750C liegt der Ort Stremț 4 Kilometer westlich von Teiuș; die Kreishauptstadt Alba Iulia befindet sich etwa 22 Kilometer südlich.

## Geschichte
Auf dem Gebiet der Gemeinde – von den Einheimischen Grajdurile CAP und Valea Bercului genannte Areale – wurden bei archäologischen Ausgrabungen Funde gemacht, welche auf Besiedlungen der Jungsteinzeit, der Bronzezeit und der Römerzeit deuten.
Der Ort Stremț wurde (nach unterschiedlichen Angaben) 1298, 1332 unter der Bezeichnung sacerdos de Kyod "Dyod" oder 1334 erstmals urkundlich erwähnt. Ab 1820 ist der Ort unter der Bezeichnung Stremț bekannt.
Die Bewohner leben heute vorwiegend von der Landwirtschaft, der Viehzucht, dem Obstbau und dem Abbau von Kalkstein.

## Bevölkerung
Die Bevölkerung der Gemeinde entwickelte sich wie folgt:
| Volkszählung | Volkszählung | Ethnische Zusammensetzung | Ethnische Zusammensetzung | Ethnische Zusammensetzung | Ethnische Zusammensetzung |
| Jahr         | Bevölkerung  | Rumänen                   | Ungarn                    | Deutsche                  | andere                    |
| ------------ | ------------ | ------------------------- | ------------------------- | ------------------------- | ------------------------- |
| 1850         | 3.341        | 3.180                     | 93                        | -                         | 68                        |
| 1900         | 4.137        | 3.953                     | 161                       | 22                        | 1                         |
| 1956         | 3.857        | 3.839                     | 13                        | -                         | 5                         |
| 2002         | 2.822        | 2.794                     | 20                        | 2                         | 6                         |
| 2011         | 2.418        | 2.339                     | 12                        | -                         | 67                        |
| 2021         | 2.321        | 2.206                     | 2                         | -                         | 113                       |

Die höchste Einwohnerzahl der Gemeinde – und gleichzeitig die der Ungarn – wurde 1900 ermittelt; die der Rumänen (4.025) 1941, der Deutschen (31) 1890 und die der Roma (44) 1850. Im Jahr 1900 wurde ein Slowake und 1992 zwei Ukrainer registriert.

## Sehenswürdigkeiten
- Die Ruinen der Burg von Diód im Sumpfgebiet nahe dem Gemeindezentrum, im 14. Jahrhundert an der Stelle einer im 13. Jahrhundert von Andreas von Gyógy errichteten Burg aufgebaut. Später gelangte die Burg in Besitz des ungarischen Heeresführers Johann Hunyadi. Im 16. Jahrhundert war sie im Besitz der Familie Balassa und wurde 1562 vom siebenbürgischen Fürsten Johann II. zerstört. Die rechteckige (ca. 40 m × 58 m), mit Ecktürmen versehene Anlage mit 3–4 Meter hohen Mauerresten und mit 4 m tiefen und 12–16 m breiten Wassergräben[5] steht unter Denkmalschutz.[4]
- Die Kapelle – ein ursprünglicher Bergfried (ca. 10 m × 7 m) – auf dem Gelände der Burg von Diód, 1779 errichtet an Stelle einer im 16. Jahrhundert erbauten, diente bis 1960 als reformierte Kirche.[7]
- Die rumänische-orthodoxe Kirche Sf. Mihail și Gavril, 1903 ergebaut an Stelle einer 1633 errichteten Kirche.
- Der beinahe viereckige See mit einer Seitenlänge von etwa 200 Metern, in der Nähe der Burg von Diód.
- Das Râmeț-Kloster, rund 12 Kilometer nordwestlich von Stremț entfernt, vom eingemeindeten Dorf Geoagiu de Sus (ungarisch Felgyógy) auf einer asphaltierten Straße zu erreichen.
- Das Naturreservat der Talschlucht von Tecșești (Cheile Tecșeștilor), in der Nähe des eingemeindeten Dorfes Fața Pietrii.